# 1283 هـ
1283 هـ هي سنة في التقويم الهجري امتدت مقابلةً في التقويم الميلادي بين سنتي 1866 و1867.

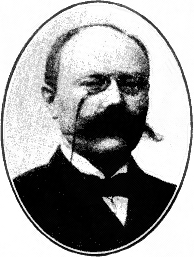
كارل زترستين

## أحداث
- الأمام عبد الله بن فيصل يحول القرش العربي السعودي عملة الخليج بدلا من الدينار.
- الأمام عبد الله بن فيصل يحول المدارس الضعيفة إلى مدارس متوسطة العلم.
- الأمير سعود بن فيصل يستآذن من الأمام عبد الله بن فيصل بتعيين سعود إماما بدلا منه والأمام عبد الله يرفض.
- الأمام عبد الله بن فيصل يعين محمد بن فيصل أمير الرياض.
- الأمير سعود بن فيصل يكرر سؤاله والأمام عبد الله بن فيصل.
- الأمام عبد الله بن فيصل يلقي خطابا لدولته قائلا بأن نحن.. العرب المسلمون... قد استمتعنا..... بالخير في عهدين.. من هذه... الدولة.... وهم تركي وفيصل رحمهم الله.... ولكن... في نهاية عهد الأمام... فيصل بن تركي...... واجهنا المشاكل أولا....مع دولة الرشيد... ثم مع أخي... المسبب للمشاكل والأنزعاج سعود بن فيصل.... وارجو منكم أن تتبعوني لتمضي دولتنا قائمة... والسلام عليكم ورحمة الله وبركاته.

## مواليد
- أنستاس الكرملي
- جمال الدين القاسمي
- سليمان بن عبد الرحمن العمري
- غلام علي البهاونكري
- كارل زترستين

## وفيات
- سالومون منك
- فرانسوا بورغاد
- عيسى البندنيجي
- داوري الشيرازي